# Петер Беб'як
Пе́тер Бе́б'як (словац. Peter Bebjak; 1 вересня 1970, Партизанське, Чехословаччина, нині Тренчинський край, Словаччина) — словацький актор, кінорежисер, продюсер і сценарист.

## Біографія
Петер Беб'як здобув професійну освіту у вищій школі виконавських мистецтва у Братиславі. Кінематографічну кар'єру почав, знімаючи короткометражні фільми.
У 2001 році разом з Растіславом Шестаком заснував продюсерську компанію DNA Production Company.
У 2017 році Петер Беб'як поставив спільний словацько-український фільм «Межа», про контрабанду на кордоні між Україною та Словаччиною, який став найкасовішим словацьким фільмом за всю історію словацького кінопрокату, зібравши €1,5 мільйона. За цю стрічку режисер отримав приз «Кришталевий глобус» за найкращу режисерську роботу на Міжнародному кінофестивалі у Карлових Варах (2017). У вересні 2017 «Межа» була обрана Словацьким Оскарівським комітетом фільмом-претендентом від Словаччини на ювілейну 90-ту церемонію вручення кінопремії «Оскар» Американської академії кінематографічних мистецтв і наук у категорії «Найкращий фільм іноземною мовою».

## Фільмографія (вибіркова)
Актор
- 2000: Гана і її брати / Hana a jej bratia — професор
- 2002: Квартет / Quartétto — Норо
- 2003: Невірні ігри / Neverné hry — Петер
- 2012: Ангели / Anjeli — Міхал
- 2016: Вчителька / Ucitelka — Вацлав Літтманн

Режисер, сценарист, продюсер
| Рік       |     | Назва українською           | Оригінальна назва | Режисер | Сценарист | Продюсер |
| --------- | --- | --------------------------- | ----------------- | ------- | --------- | -------- |
| 2006      |     | Демони                      | Demoni            |         |           | Так      |
| 2008-2009 | т/с | Місто тіней                 | Mesto tienov      | Так     |           |          |
| 2008-     | т/с | Кримінальна поліція «Ангел» | Kriminálka Andel  | Так     |           |          |
| 2009-     | т/с | Засуджений                  | Odsúdené          | Так     |           | Так      |
| 2011      |     | Абрикосовий острів          | Marhulový ostrov  | Так     |           |          |
| 2012      |     | Евіл                        | Evil              | Так     | Так       |          |
| 2012      |     | Ангели                      | Anjeli            |         |           | Так      |
| 2015      |     |                             | Cistic            | Так     | Так       | Так      |
| 2017      |     | Межа                        | Čiara             | Так     |           |          |

## Визнання
| Рік                                          | Категорія                                   | Фільм | Результат |
| -------------------------------------------- | ------------------------------------------- | ----- | --------- |
| Кінофестиваль у Карлових Варах               |                                             |       |           |
| 2017                                         | Гран-прі Кришталевий глобус                 | Межа  | Номінація |
| 2017                                         | Приз за найкращу режисерську роботу         | Межа  | Перемога  |
| Міжнародний кінофестиваль у Чикаго           |                                             |       |           |
| 2017                                         | «Золотий Г'юго» за найкращий художній фільм | Межа  | Номінація |
| Міжнародний кінофестиваль в Аррасі (Франція) |                                             |       |           |
| 2017                                         | Гран-прі «Золотий атлас»                    | Межа  | Перемога  |
| 2017                                         | Приз Молодого журі за найкращий фільм       | Межа  | Перемога  |
| Премія «Сонце в неводі» (Словаччина)         |                                             |       |           |
| 2018                                         | Найкращий фільм                             | Межа  | Перемога  |
| 2018                                         | Найкращий режисер                           | Межа  | Перемога  |